# Leigh Hunt
James Henry Leigh Hunt (ur. 19 października 1784 w Londynie, zm. 28 sierpnia 1859 tamże) — angielski krytyk literacki, eseista, poeta i pisarz epoki romantyzmu. Przyjaciel Johna Keatsa i Percy'ego Bysshe Shelleya.

## Życie i twórczość
Leigh Hunt urodził się w Southgate w Londynie po tym, jak jego rodzice opuścili Stany Zjednoczone. Uczył się w Christ's Hospital, do której wcześniej uczęszczali Samuel Taylor Coleridge i Charles Lamb. Pisał wtedy wiersze inspirowane twórczością Thomasa Graya i Williama Collinsa, które opublikowane zostały w 1801 roku pod tytułem Juvenilia. Po ukończeniu szkoły pracował jako dziennikarz, a w 1807 roku wydał tom recenzji teatralnych i serię pism krytycznoliterackich. W 1809 roku Hunt ożenił się z Marianne Kent, z którą miał dziesięcioro dzieci.
W 1808 roku Hunt został redaktorem pisma „The Examiner”, którego założycielem był jego brat, John. Szkice krytyczne zamieszczane w piśmie rozzłościły m.in. Williama Blake'a, który nazwał „The Examiner” „gniazdem złoczyńców”. Za atak na księcia regenta, późniejszego króla Wielkiej Brytanii, Leigh Hunt wraz z bratem zostali skazani na dwa lata więzienia. Stoicyzm, z jakim Leigh Hunt znosił więzienie, zyskał powszechną uwagę i podziw. W celi Hunta odwiedzali m.in. lord Byron, Thomas Moore i Charles Lamb. Wiele z esejów pisanych dla „The Examiner” ukazało się później w formie książkowej.
Obrona poezji Johna Keatsa i koncepcji sztuki dla sztuki, którą Hunt przeprowadził w 1817 roku na łamach „The Examiner”, znacznie przyczyniła się do sukcesu autora Endymiona i inspirowała późniejszych twórców nurtu estetycznego w epoce wiktoriańskiej.
W późniejszych latach Hunt pisał dla wielu różnych gazet („The Reflector”, „The Indicator” i innych) recenzje, szkice krytyczne, eseje, opowiadania, wiersze i poematy. Najważniejsze z jego poezji to The Story Of Rimini, poemat oparty na popularnym motywie pochodzącym z Boskiej komedii Dantego, The Feast of the Poets i Foliage. W 1828 roku opublikował esej Lord Byron and his Contemporaries, w którym przeciwstawił się poglądom dawnego przyjaciela, budząc powszechne oburzenie i zarzuty o niewdzięczność.
W 1850 roku ukazała się jego trzytomowa autobiografia.